# Mohd Zakry Abdul Latif
Mohd Zakry Abdul Latif, né le 2 avril 1983 à Negeri Sembilan, est un joueur malaisien de badminton.

## Carrière
Il remporte la médaille de bronze en double messieurs avec Mohd Fairuzizuan Mohd Tazari aux Championnats d'Asie de badminton 2007, aux Jeux d'Asie du Sud-Est de 2009 et aux Championnats du monde de badminton 2009.